# Raphael Littauer
Raphael M. Littauer (* 28. November 1925 in Leipzig; † 19. Oktober 2009) war ein US-amerikanischer Physiker, der sich mit Teilchenbeschleunigern beschäftigte.
Littauer wurde 1950 an der Universität Cambridge (Christ´s College) promoviert. Er war später Professor an der Cornell University, wohin ihn Robert R. Wilson 1950 holte. Er war dort an der Entwicklung mehrerer Elektronenbeschleuniger beteiligt, insbesondere am Cornell Electron Storage Ring (CESR), wo er durch von ihm entwickelte Methoden (wie brezelförmige Bahnen, um die Anzahl der Teilchen-Pakete im Umlauf zu erhöhen) wesentlich dazu beitrug, dass dieser zu seiner Zeit die höchste Luminosität unter allen Elektron-Positron-Speicherringen erzielte.
1991 wurde er Fellow der American Physical Society. 1995 erhielt er den Robert R. Wilson Prize.
Er erhielt an der Cornell University mehrere Auszeichnungen für die Lehre. Schon 1971 installierte er ein Student Response System, mit dem die Studenten während der Vorlesung signalisieren konnten, inwieweit sie den Ausführungen folgen konnten. Mitte der 1970er-Jahre war er auch Vorsitzender der Physikfakultät in Cornell. Als aktiver Gegner des Vietnamkrieges veröffentlichte er eine Studie über die Auswirkungen der Bombardierungen durch die US-Luftwaffe in Vietnam.
Er war seit 1950 mit Alexandra Littauer verheiratet, mit der er einen Sohn und eine Tochter hatte.